# Nyctemera amicus
Nyctemera amicus (tên tiếng Anh: Bướm đêm Senecio hoặc bướm đêm Magpie) là một loài bướm đêm thuộc phân họ Arctiinae, họ Erebidae. Nó được tìm thấy ở south-Đông Á, Oceania, và phần lớn Úc.
Ấu trùng ăn Senecio linearifolius, Senecio quadridentatus, Senecio mikanioides, Senecio cruentus, và Senecio scandens. Cây thức ăn của chúng chứa chất pyrrolizidine alkaloids, do đó con ấu trùng có vị khó chịu và độc đối với các loài chim.

## Hình ảnh

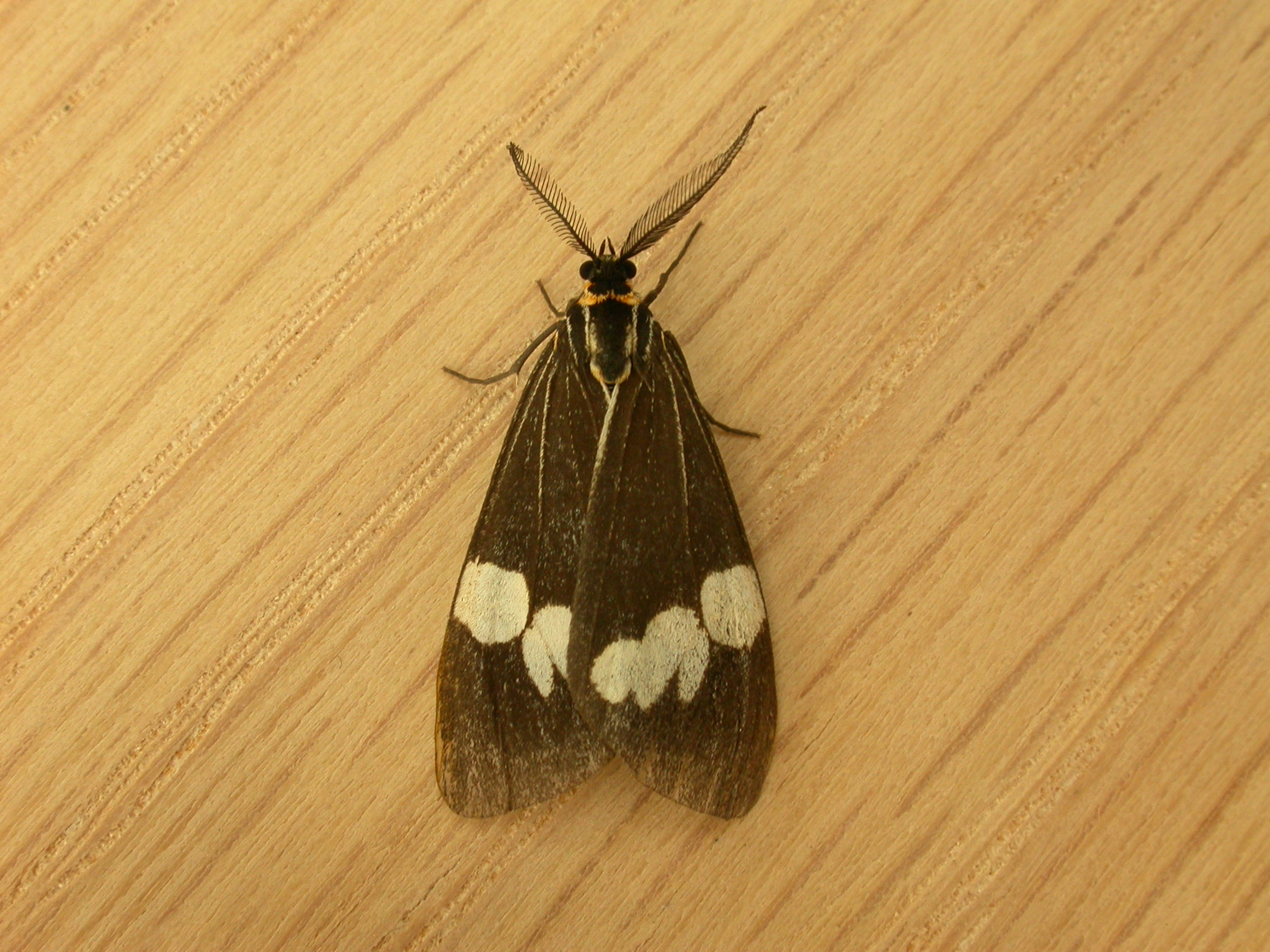
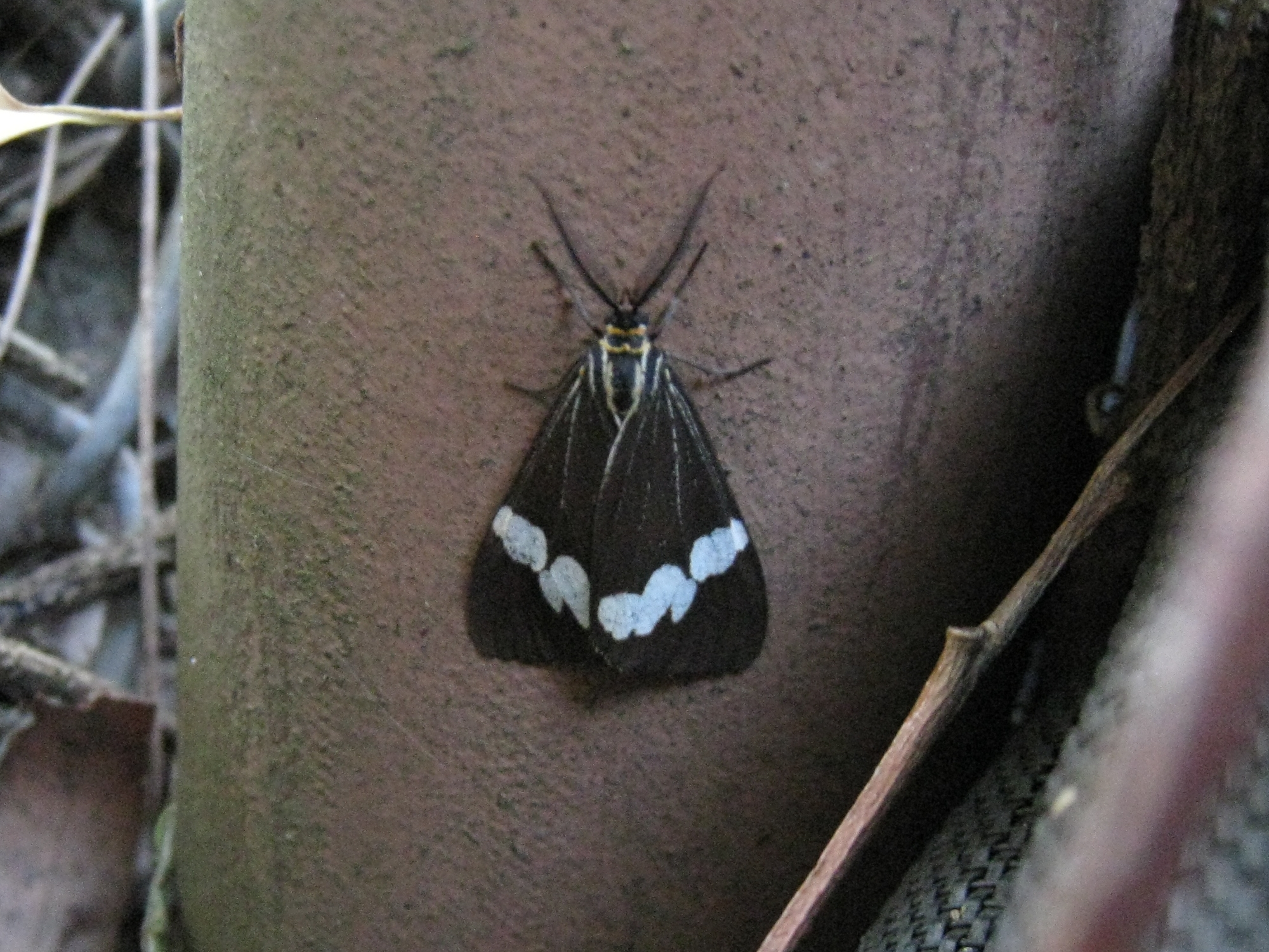
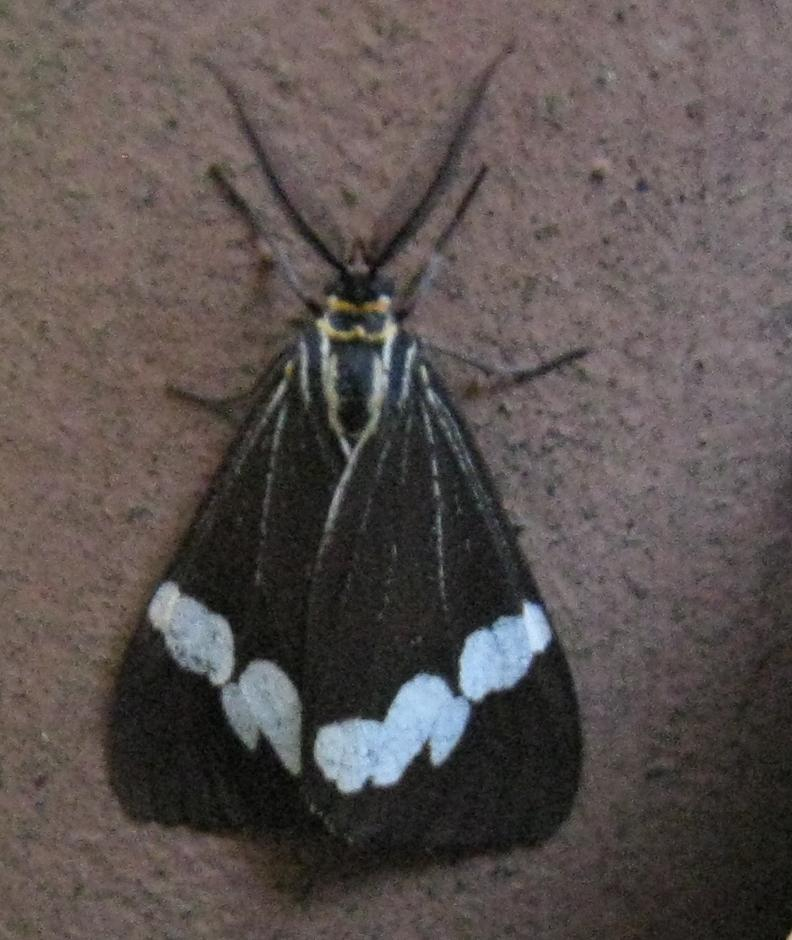